# Bourg-le-Roi

Bourg-le-Roi este o comună în departamentul Sarthe, Franța. În 2009 avea o populație de 323 de locuitori.